# Шихт, Иоганн Готфрид
Иоганн Готфрид Шихт (нем. Johann Gottfried Schicht; 29 сентября 1753, Рейхенау (ныне Богатыня, Польша) — 16 февраля 1823, Лейпциг) — немецкий дирижёр, органист, скрипач и композитор.

## Биография
Иоганн Готфрид Шихт окончил гимназию в Циттау, в то же время обучаясь игре на органе у Иоганна Трира. С 1776 года изучал в Лейпциге право, одновременно выступая как скрипач и клавесинист в Большом оркестре Иоганна Адама Хиллера. С преобразованием оркестра в Лейпцигский оркестр Гевандхауса полностью посвятил себя музыке, а в 1785 году сменил Хиллера на посту его руководителя и оставался главным дирижёром до 1810 года, после чего занял должность кантора Церкви Святого Фомы — руководителя хора Святого Фомы. Кроме того, в 1802 году Шихт основал Лейпцигскую певческую академию и стал её первым руководителем (до 1807 года).
В композиторском наследии Шихта центральное место занимает составленный им в 1819 году сборник хоралов (нем. Allgemeine Choralbuch). Кроме того, ему принадлежит значительное количество хоровой музыки (в том числе Te Deum), фортепианный концерт и другие сочинения для клавира, а также учебник «Основы гармонии» (нем. Grundregeln der Harmonie; 1812). Под редакцией Шихта вышли сборник мотетов Иоганна Себастьяна Баха (1803), Stabat Mater Йозефа Гайдна, несколько произведений Моцарта. Опубликовал немецкие переводы учебника для певцов Анны Марии Пеллегрини-Челони и фортепианных школ Игнаца Плейеля (с французского) и Муцио Клементи.
Был женат на певице Костанце Вальдестурла. Одна из их четырёх дочерей, Генриетта Вильгельмина, также стала певицей.